# Erich Wendland
Erich Wendland (* 11. November 1888 in Berlin; † 7. Oktober 1950 ebenda) war ein deutscher Buchdrucker und Politiker. Er wurde 1945 zum Zweiten Bürgermeister des damaligen Berliner Bezirks Schöneberg ernannt. Er war seit dem 20. Dezember 1945 bis zu seinem Tode der gewählte Bürgermeister dieses Bezirks.

## Leben
Erich Wendland erlernte das Handwerk des Buchdruckers. In der Weimarer Zeit engagierte er sich im Verband der Deutschen Buchdrucker und war Mitglied und Funktionär der SPD. 1933 wurde er verhaftet, misshandelt und mit Berufsverbot belegt. Er musste bis 1945 in einem Salzbergwerk Zwangsarbeit leisten.
Kurz vor Kriegsende kam er nach Berlin zurück. Hier wurde er am 4. Mai 1945 von der sowjetischen Kommandantur zum Zweiten Bürgermeister von Schöneberg ernannt. Am 20. Juli 1945 ernannte die amerikanische Militäradministration ihn zum 1. Bürgermeister. Die erste Bezirksverordnetenversammlung am 20. Dezember 1945 wählte ihn dann in dieses Amt. Erich Wendland widmete sich dem Wiederaufbau der Bezirksverwaltung und der Neugründung der SPD in Schöneberg. Das Amt des Bezirksbürgermeisters übte er bis zu seinem Tod aus.

## Ehrungen

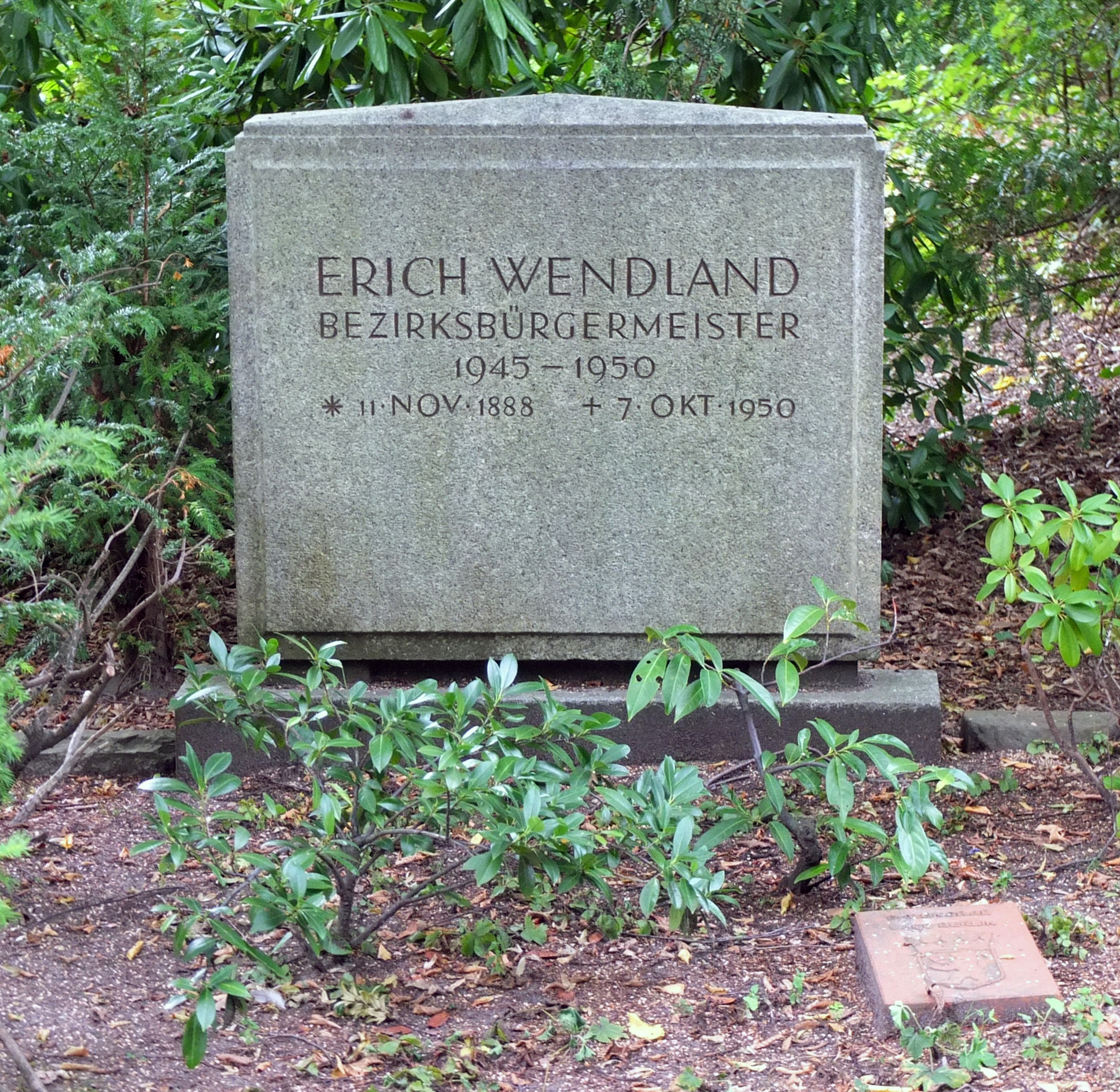
Ehrengrab

Er erhielt ein Ehrengrab der Stadt Berlin auf dem Friedhof Schöneberg II in der Eythstraße. Ein Weg im Süden Schönebergs trägt nach ihm den Namen Wendlandzeile.